# جيمس ارثر هاريس
جيسمس ارثر هاريس (James Arthur Harris (1880–1930)) مختص في علم النبات وفي علم الإحصاء الحيوي وهو معروف بسبب معادلة هاريس بينديكت التي تعمل على حساب السعرات الحرارية التي يحتاجها الإنسان لمتطلباته اليومية
وهو رئيس قسم علم النبات في   جامعة منيسوتا من عام 1924 إلى ى 1930. (He was both preceded and succeeded by Carl Otto Rosendahl.) في عام 1922 تم انتخابه كزميل في الجمعية الإحصائية الأمريكية.

## روابط خارجية
- أعمال أو نبذة عن جيمس ارثر هاريس على أرشيف الإنترنت
- whonamedit.com page